# Oláh Sándor (politikus)
Oláh Sándor (Hódmezővásárhely, 1925. április 6. – Budapest, 1999. szeptember 23.) magyar politikus, újságíró, országgyűlési képviselő.

## Életpályája

### Iskolái
Fővárosi polgármesteri ösztöndíjjal a Kereskedelmi Akadémia Gyakorló Iskolájában tanult.

### Pályafutása
A második világháború alatt tagja volt a Görgey-zászlóaljnak. 1944. végén átment a szovjetekhez, majd a Börzsönyön át visszajött szülővárosába. 1945 után a Hangya Szövetkezetnél dolgozott, majd a Magyar Állami Erdők Központjához került. Később a Nógrád Megyei Erdőgazdasági Egyesüléshez került. 1946-ban a Független Újság alapítója és szerkesztője volt. Az 1956-os forradalom idején Balassagyarmaton volt. 1956-ban megbízták a kisgazda lap újraindításával. 1959-ben fél éves felfüggesztett börtönre ítélték. Ekkor már az ERDÉRT dolgozója volt. Ezután az ERFATERV-hez került. 1985-ben nyugdíjba vonult.

### Politikai pályafutása
1943-tól az FKGP tagja volt. Ezen keresztül bekapcsolódott a Bajcsy-Zsilinszky Endre-féle (1886–1944) ellenállási mozgalomba. 1945-től szervezte a Független Kisgazdapártot. 1947-ben a Csongrád és Csanád megyei listán jelölt volt, de Szentesen internálták. 1988-ban a kisgazdapárt újjászervezésénél is jelen volt. 1990-ben frakcióvezető-helyettes volt. 1990–1991 között az FKGP főtitkára volt. 1990–1994 között országgyűlési képviselő (1990–1992: FKGP; 1992–1994: EKGP) volt. 1990–1994 között a Mentelmi, összeférhetetlenségi és mandátumvizsgáló bizottság elnöke volt.

## Családja
Szülei: Oláh János és Lázár Anna voltak. Családja a második világháború alatt Hódmezővásárhelyről Budapestre költözött. 1948-ban házasságot kötött Jakó Katalinnal. Felesége két gyermeket vitt a házasságba: Katalin (1942–) és Ferenc (1943–). Két közös gyermekük is született: György (1948–) és Judit (1950–).